# 墨西哥玉米片

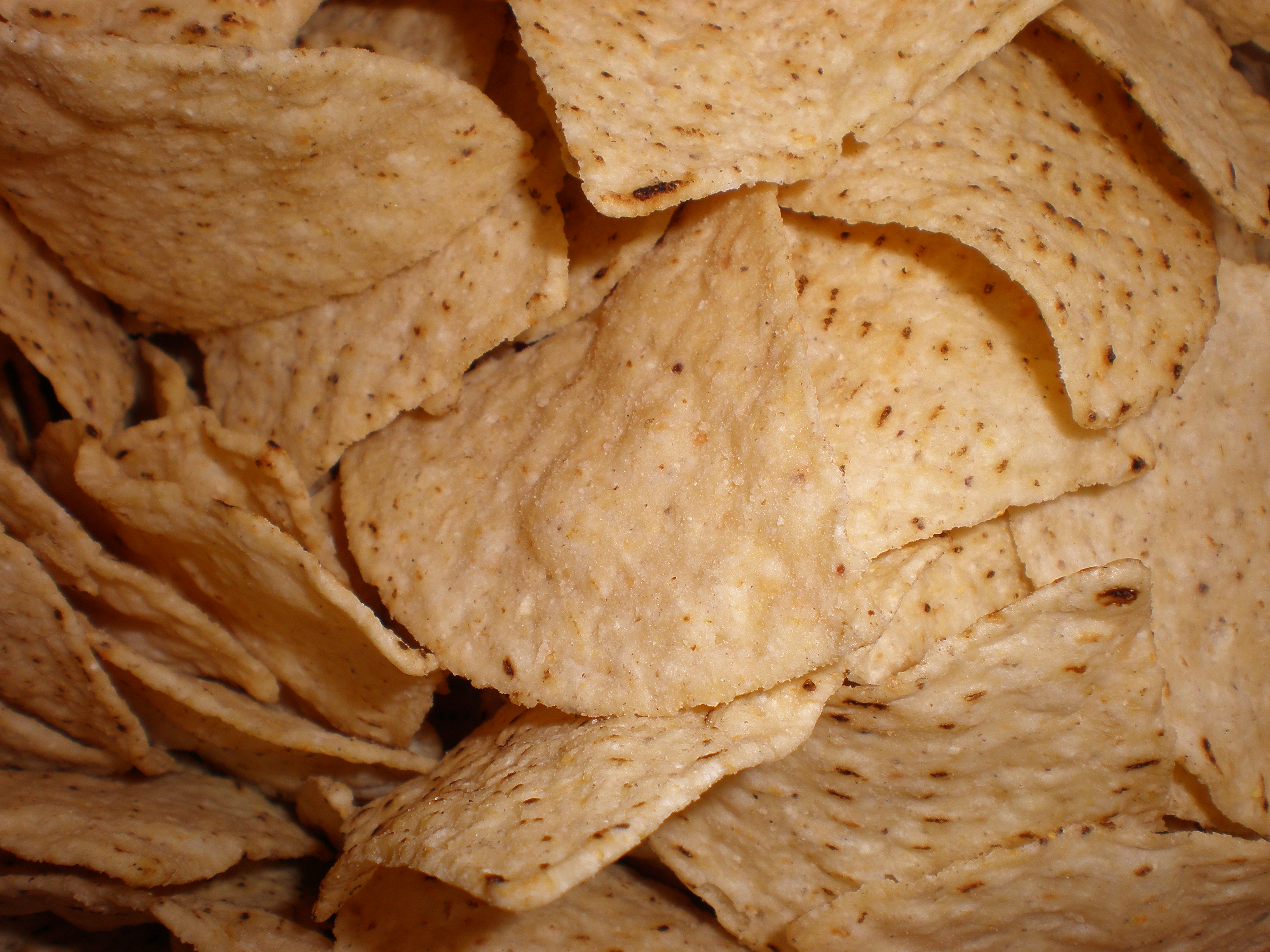
未加沾醬的墨西哥脆餅Tortilla chips

墨西哥玉米片、玉米餅、或墨西哥脆餅（tortilla chips）是由墨西哥薄餅（tortilla）翻製的零食。一般是將整塊由玉米、植物油、糖、鹽和水做成的墨西哥薄餅切成楔形小片、或直接從揉製階段的玉米麵團馬薩壓切，再經油炸或烘烤後而得。雖然玉米餅是在1940年代末期於洛杉磯首先被大量生產，但還是普遍被認為是墨西哥食物。玉米餅的原料通常是黃玉米，但也可以是白玉米、藍玉米或是紅玉米。

## 起源
這種三角型狀的墨西哥脆餅或玉米片開始普及，是始自企業家瑞貝卡·韋伯·卡蘭薩（Rebecca Webb Carranza）和她的丈夫在洛杉磯西南區所創設的墨西哥熱食和玉米片加工廠。他們將玉米片生產機器製造出來的畸形玉米片切成三角形並且油炸，她發現這玉米片還滿受歡迎的，便開始在El Zarape玉米片工廠販賣一袋1角的玉米片，自此玉米片就被卡蘭薩所推廣。1994年，卡蘭薩被頒穫黃金玉米餅獎以表彰她對墨西哥食品工業的貢獻。2006年1月19日，她逝世於鳳凰城，享壽98歲。

## 食用方式

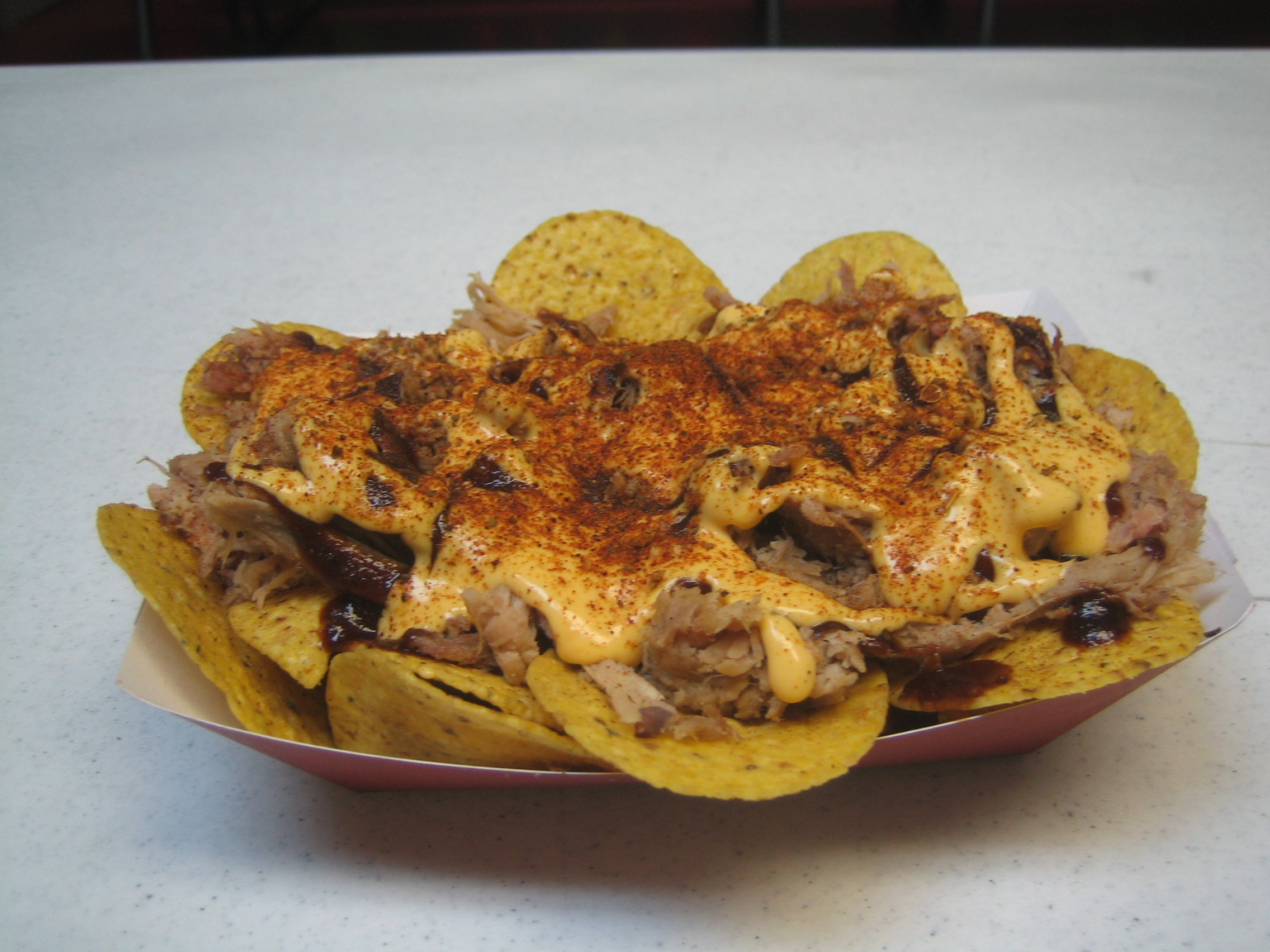
將玉米片佐以乳酪等各式拌料，亦可當作主食的Nachos

墨西哥脆餅在美國和其他地方墨西哥餐廳常常是經典的開胃菜。1970年代末期，玉米片在加州以外地區的人氣持續穩定的上升，於是開始用沾醬玉米片競爭。玉米片通常會附帶一碟莎莎醬、辣椒乳酪醬（Chile con queso）或是酪梨醬，而沒附帶沾醬的玉米片通常都已經用香料調味過。雖然現在全世界都看得到墨西哥玉米片了，但是美國還是其中的主要市場，例如一些品牌像是多力多滋（Doritos）和托斯蒂多滋（Tostitos）。
烤乾酪辣味玉米片（nachos）是一道較費工的玉米片料理。在玉米片上會灑上融化或是切絲的乳酪，或者還有其他的添加和替代物，例如肉、薩爾薩辣醬（例如公雞嘴醬）、煎豆泥、鱷梨醬、酸奶油、洋蔥丁、橄欖和醃製的墨西哥哈拉貝紐辣椒。更費工的烤乾酪辣味玉米片通常還會烤過讓上面的乳酪融化。伊格納西歐·納寇·阿納亞（Ignacio "Nacho" Anaya）約在1943年第一次創造出了這道料理，之後就成了玉米片料理的象徵。

## 類似零食

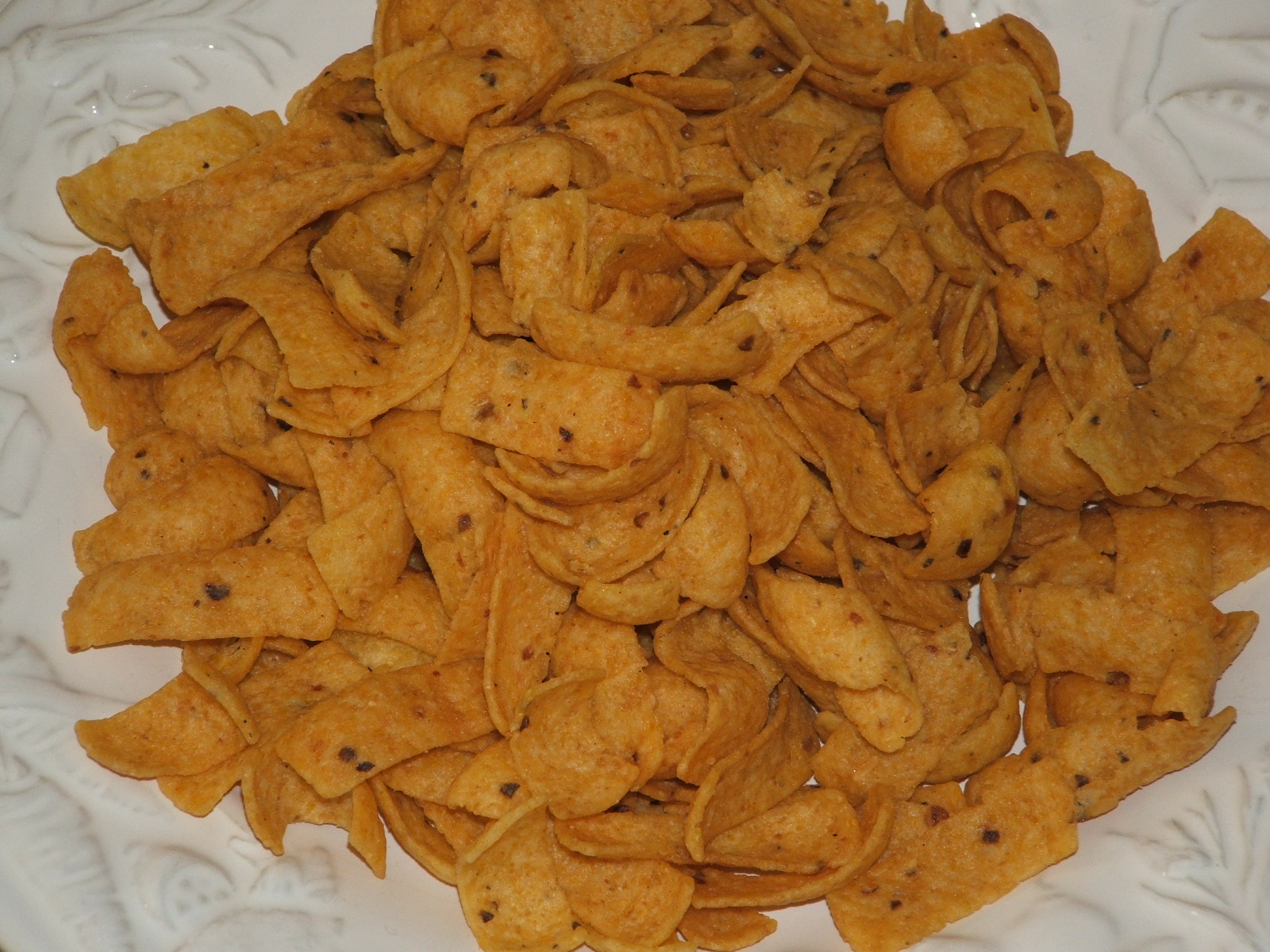
另一種稱做玉米脆片的Corn chips

另一種類似的油炸玉米零食，稱作玉米脆片（corn chips），但不是由墨西哥薄餅作成的。通常是由玉米麵粉做成其他特定的形狀，例如圓錐或勺狀。美國品牌多力多滋（Doritos）就是其中的代表作。
和玉米片最大的差別，在於玉米片使用的玉米在製作過程中有一道叫做 Nixtamalization（糊化程序）的工法，以添加生石灰處理未加工的玉米。
但是在澳洲和大洋洲地區，玉米脆片和玉米片指的都是corn chips。其他和玉米脆片還有玉米片競爭的主要零食是馬鈴薯作成的洋芋片

## 其他
相關油炸或烘烤的墨西哥薄餅或馬薩食品：
- Chalupa（西班牙语：Chalupa）
- Flauta（西班牙语：Tacos dorados）
- Gordita（西班牙语：Gordita）
- Quesadilla（西班牙语：Quesadilla）
- Sope（西班牙语：Sope）
- Tlacoyo（西班牙语：Tlacoyo）
- Tlayuda（西班牙语：Tlayuda）
- Tostada（西班牙语：Tostada）
- Totopo（西班牙语：Totopo）

## 外部連結
- Snack food review site （页面存档备份，存于）（英文）
- YouTube上的Cooking Tips : How to Make Tortilla Chips From Scratch（英文）